# Cử tạ tại Đại hội Thể thao Đông Nam Á 2003
Cử tạ tại Đại hội Thể thao Đông Nam Á năm 2003 được tổ chức từ ngày 5 đến ngày 13 tháng 12 năm 2003 tại Nhà thi đấu Sóc Sơn, Hà Nội, Việt Nam. Môn thi này bao gồm 13 nội dung tranh huy chương, trong đó có 7 hạng cân dành cho nam (56 kg, 62 kg, 69 kg, 77 kg, 85 kg, 94 kg, +94 kg) và 6 hạng cân dành cho nữ (48 kg, 53 kg, 58 kg, 63 kg, 69 kg, 75 kg). Các vận động viên đến từ nhiều quốc gia trong khu vực đã tranh tài quyết liệt để giành huy chương. Trong số đó, đoàn Thái Lan dẫn đầu với 4 huy chương vàng và 4 huy chương bạc.

## Nội dung
Có 13 bộ huy chương được trao cho các hạng cân của nam và nữ dưới đây:
| - 56 kg Nam - 62 kg Nam - 69 kg Nam - 77 kg Nam - 85 kg Nam - 94 kg Nam - +94 kg Nam |  | - 48 kg Nữ - 53 kg Nữ - 58 kg Nữ - 63 kg Nữ - 69 kg Nữ - 75 kg Nữ |

## Tổng quan kết quả

### Bảng huy chương
| Hạng               | Đoàn               | Vàng | Bạc | Đồng | Tổng số |
| ------------------ | ------------------ | ---- | --- | ---- | ------- |
| 1                  | Thái Lan (THA)     | 4    | 4   | 0    | 8       |
| 2                  | Indonesia (INA)    | 3    | 2   | 3    | 8       |
| 3                  | Malaysia (MAS)     | 2    | 0   | 2    | 4       |
| 4                  | Việt Nam (VIE)     | 0    | 5   | 1    | 6       |
| 5                  | Philippines (PHI)  | 0    | 0   | 1    | 1       |
| Tổng số (5 đơn vị) | Tổng số (5 đơn vị) | 9    | 11  | 7    | 27      |

### Nội dung của nam
| Event  | Vàng                         | Bạc                     | Đồng                          |
| ------ | ---------------------------- | ----------------------- | ----------------------------- |
| 56 kg  | Amirul Hamizan Ibrahim (MAS) | Marobi Chehtae (THA)    | Hoàng Anh Tuấn (VIE)          |
| 62 kg  | Chom Singnoi (THA)           | Nguyễn Mạnh Thắng (VIE) | Myint Kyi (MYA)               |
| 69 kg  | Mesdan Yunip (IDN)           | Aung Aung Htoo (MYA)    |                               |
| 77 kg  | Erwin Abdullah (IDN)         | Sulti Yonjaitan (THA)   | Muhamad Hidayat Hamidon (MAS) |
| 85 kg  | Yudi Suhartono (IDN)         | Nguyễn Quốc Thành (VIE) |                               |
| 94 kg  | Narongsak Panyaake (THA)     | Tarso (IDN)             | Edmund Yeo Thien Chuan (MAS)  |
| +94 kg | Che Mohd Azrul Che Mat (MAS) | Niti Khameiam (THA)     | Alvin Delos Santos (PHI)      |

### Nội dung của nữ
| Event | Vàng                   | Bạc                          | Đồng                      |
| ----- | ---------------------- | ---------------------------- | ------------------------- |
| 48 kg | Kay Thi Win (MYA)      | Aree Wiratthaworn (THA)      | Rosmainar (IDN)           |
| 53 kg | Udomporn Polsak (THA)  | Swe Swe Win (MYA)            | Raema Lisa Rumbewas (IDN) |
| 58 kg | Junpim Kuntatean (THA) | Patmawati (IDN)              | Shwe Sin Win (MYA)        |
| 63 kg | Khin Moe New (MYA)     | Nguyễn Thị Thiết (VIE)       | Tanti Pratiwi (IDN)       |
| 69 kg | Mya Sanda Co (MYA)     | Khuất Minh Hải (VIE)         |                           |
| 75 kg | Cho Cho Win (MYA)      | Nguyễn Thị Phương Loan (VIE) |                           |